# Ragnar Nygren
Ragnar Fredrik Nygren, känd som "Rock-Ragge", född 13 december 1938 i Stockholm, död 2 april 2011 i Sollefteå, var en svensk musiker som slog igenom nationellt 1957 som frontfigur i bandet Rock-Ragge & His Four Comets. Deras första spelning på Nalen blev en stor succé. Samma år spelade bandet in sin första EP-skiva, på välkända Decca-etiketten, med Teach You To Rock, Be-Bop-A-Lula, Blue Jean Bop och Ballroom Baby. Sammanlagt fem EP gavs ut detta år.
På 1970-talet slog Rockfolket, med Rock-Ragge som en av förgrundsfigurerna, igenom i Sverige med en blandning av rock'n'roll och spex.
Ragnar Nygren avled 2011 på Sollefteå sjukhus i långvarig cancer.